# Heaven or Las Vegas
Albums de Cocteau Twins
Blue Bell Knoll
(1988) Four-Calendar Café
(1993)
Singles
Heaven Or Las Vegas (promo, octobre 1990) 
Heaven or Las Vegas, édité en 1990, est le sixième album de Cocteau Twins et le plus gros succès commercial du groupe. Il contient 10 titres, dont les singles Iceblink luck et Heaven or Las Vegas. Il atteint la 7ème place des charts anglais le 29 septembre 1990.

## L'album
NME le place à la 28e place des meilleurs albums des années 1990. Il fait partie des 1001 albums qu'il faut avoir écoutés dans sa vie. 

### Titres
Tous les titres sont crédités au nom du groupe. 
1. Cherry-Coloured Funk (3:12)
2. Pitch The Baby(3:14)
3. Iceblink Luck (3:18
4. Fifty-Fifty Clown (3:10)
5. Heaven Or Las Vegas (4:58)
6. I Wear Your Ring (3:29)
7. Fotzepolitic (3:30)
8. Wolf In The Breast (3:31)
9. Road, River And Rail (3:21)
10. Frou-Frou Foxes In Midsummer Fires (5:38)

### Musiciens
- Elizabeth Fraser : voix
- Robin Guthrie : guitare
- Simon Raymonde : basse